# Club Baloncesto OAR Ferrol
El Club Baloncesto O.A.R. (siglas de Organización Atlética Recreativa) fue un club de baloncesto español, de la ciudad de Ferrol (La Coruña), fundado en 1951 y desaparecido en 1996. Militó durante trece temporadas en la Liga ACB y su precursora, la Primera División, y participó en tres ocasiones en la Copa Korac.

## Historia
Fue fundado en Ferrol en 1951, siendo su primer presidente D. Jaime López Pérez, y contando en un principio únicamente con un equipo juvenil, que se proclama campeón de la liga local del año 1954 al 1957. Es en la temporada 1957/58, en la cual, bajo la presidencia de D. Antonio Bouza Evia, aprovechando los mimbres dejados por el equipo juvenil se forma un equipo sénior capaz de competir en igualdad con otros equipos ya consolidados. 
En su primera temporada conquista la Segunda División Provincial, si bien la desaparición de dicha división hace que no consiga el ascenso de categoría, y provoca la desaparición del equipo sénior, que no reaparecerá hasta la temporada 63/64, bajo la presidencia de D. Juan Fernández García, que a la postre dirigirá los destinos del club los siguientes 30 años.
En la temporada 75-76, el equipo estaba formado por los siguientes jugadores: Juan Filgueiras, Emilio Beceiro, Luis Ruibal, José Ramón Veiga, Guse García de los Reyes, Carlos Elizechea, Justo Díaz, Evangelino Piñeiro, Manuel Vidal, Jesús Varela, José Carlos Costa y el junior Jesús Ibáñez , entrenados por José María Pombo, alias Pichachi y con José Luis Yáñez como preparador físico. Durante dicha temporada, en la 3ª división nacional, la idea de afrontar tareas más importantes se concretó en la cabeza de Juan Fernández. Con un americano prestado, se demostró en algún partido amistoso que este era el que marcaba la diferencia. En la siguiente temporada, la 76-77, se fichó a José Antonio Figueroa, un entrenador profesional, que en unos años condujo y mantuvo al equipo en primera división. De aquellos jugadores, Emilio Beceiro y García de los Reyes jugaron un papel importante en los inicios, con la incorporación de otros canteranos, como Javi Vallejo y Fernando Sanmartín, y los fichajes de Josechu, Ángel Sevilla, 
San Emeterio y Manuel Saldaña, entre otros.
Es durante la presidencia de D. Juan Fernández García cuando el club obtiene sus mayores éxitos deportivos, marcados por sucesivos ascensos de categoría que llevan al club a militar durante trece años en la máxima categoría del baloncesto nacional, llamada primero División De Honor, y luego conocida por su la denominación Liga ACB. En estos trece años logra clasificarse en dos ocasiones para jugar competición europea, concretamente la Copa Korac.
Es en la temporada 1993/94, cuando por motivos económicos, motivados en gran parte por su conversión en S.A.D., pierde administrativamente la categoría, lo cual llevaría a su desaparición definitiva en 1996.

## Trayectoria

### Ligas españolas
| Temporada | 1979-80          | 1980-81          | 1981-82          | 1982-83          | 1983-84 | 1984-85 | 1985-86 | 1986-87 | 1987-88            | 1988-89 | 1989-90 | 1990-91 | 1991-92 | 1992-93 | 1993-94 | 1994-95          | 1995-96  |
| --------- | ---------------- | ---------------- | ---------------- | ---------------- | ------- | ------- | ------- | ------- | ------------------ | ------- | ------- | ------- | ------- | ------- | ------- | ---------------- | -------- |
| Liga      | Segunda División | Primera División | Primera División | Primera División | ACB     | ACB     | ACB     | ACB     | Primera División B | ACB     | ACB     | ACB     | ACB     | ACB     | ACB     | Segunda División | Liga EBA |
| Puesto    | 1                | 9                | 8                | 11               | 7       | 11      | 12      | 16      | 1                  | 9       | 19      | 21      | 10      | 15      | 15      | 7                | -        |

### Competiciones europeas
- 1981-82 Copa Korac: Eliminado en octavos de final
- 1982-83 Copa Korac: Eliminado en primera ronda
- 1984-85 Copa Korac: Eliminado en cuartos de final

## Palmarés
- Copa Galicia: 5
  - 1988, 1989, 1990, 1991, 1993